# Jean-Baptiste Camille Corot
Jean-Baptiste Camille Corot (Párizs, 1796. július 17. – Párizs, 1875. február 22.) francia festő.

## Élete
Gyerekkorát szüleitől távol töltötte, négyéves koráig dajka nevelte, vidéken. Miután visszatért Párizsba pár év múlva egy internátus hallgatója lett, gyengén tanult, ezért átíratták egy másik iskolába. 1807-ben ösztöndíjat kapott, hogy tanulmányait tudja folytatni, a roueni gimnáziumban, de ott sem teljesített jól. Ismét másik iskolába küldték, 1812–1814 közt egy Párizs melletti internátusba került. 1815-ben posztókereskedő tanoncnak állt, de már ekkor is inkább a rajz és festés érdekelte, tanulmányozta a színeket, amiket a posztókészítésnél maguk állítottak elő. 1822-ben befejezte posztókereskedői tanulmányait, és apja tiltakozása ellenére beiratkozott Achille-Etny Michallon (1796–1822) festő műtermébe. Ott más mesterek munkáit másolta. Hamarosan új festő-mesterhez került, ahol főleg a modell után való rajzolást sajátította el. Valamint elhatározta, hogy tájképfestő lesz, Rómába utazott 1825-ben. 1826-ban eltávozott Rómából és falusi tájképeket festett. A képeket elküldte a  francia Szalonba, ahol kiállították. 1827-től hosszabb utazásokat tett, járt Tivoliban, Nápolyban, Velencében, majd hazatért Franciaországba, miközben megállás nélkül festett, rajzolt. Többször járt Barbizonban is, 1834-től kezdve rengeteget utazott, újra visszatért Olaszországba. Ekkor már ismert festő volt.

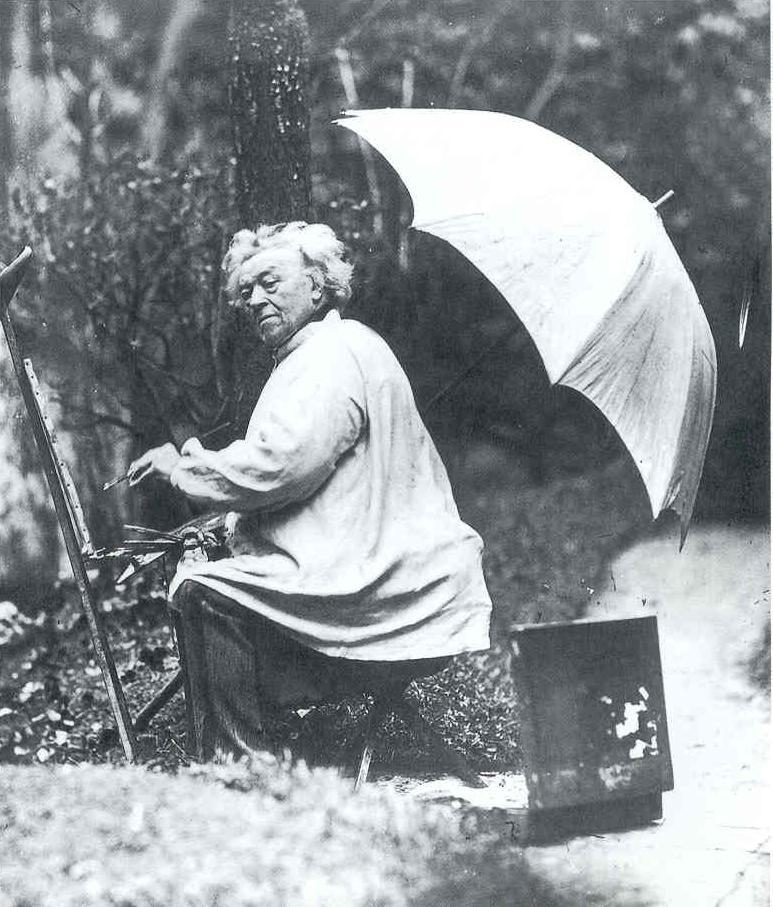
Corot 1871-ben

Egyre gyakrabban jelentek meg képei a hivatalos Szalonban. 1840-ben megvásárolta egy képét a francia állam. Új utakat is keresett a tájképfestészeten kívül, kipróbálta tehetségét a vallásos tárgyú képek világában is. 1846-ban megkapta a Becsületrendet. 1853-tól újra nagy utazásokat tett, járt Hollandiában, Belgiumban. Ekkor már a legsikeresebb festők közé tartozott, három műterme volt, vidéken is volt egy. Állami megrendeléseket kapott. 1856-1857-ben Barthélemy Menn genfi festővel a gruyères-i kastély dekorációján dolgozott. Templomoknak is festett, sok segéddel dolgozott, akiknek megengedte, hogy képeit másolják. 1867-ben, a világkiállításon megkapta a másodosztályú érmet. Még ebben az évben a Becsületrend tisztje kitüntetést is megkapta.
Corot a tájképfestészet egyik legnagyobb mestere volt, stílusa költői, képei lírai hangulatúak. Az ő korában bontakoztak ki az új irányzatok, amelyeket nem tudott ugyan elfogadni, de  művészetével mégis új utakat mutatott az utána következő nemzedéknek. Nagy szerepe volt abban, hogy a tájképfestészetet kiszabadította a klasszicista kötöttségekből. Gyakran nevezték az  impresszionizmus előfutárának is.
Tájképeire a nyugodt tárgyilagosság jellemző, Corot festményei a realizmus kitűnő példái. Tehetsége, a formák egyszerűségében, a színek és árnyalatok erőteljes alkalmazásában rejlik, ugyanakkor, mégis harmóniát sugároznak. Gyakran festett kőépítményeket, mértani formákat. Képeiről sugárzik a fény, szinte látszik a levegő vibrálása.

## Főbb művei
- A fórum a Farnése kertből (1826)
- Volterrai táj (1838)
- A gyöngysoros lány (1842)
- Olvasó lány koszorúval (1845)
- Olasz pásztor (1847)

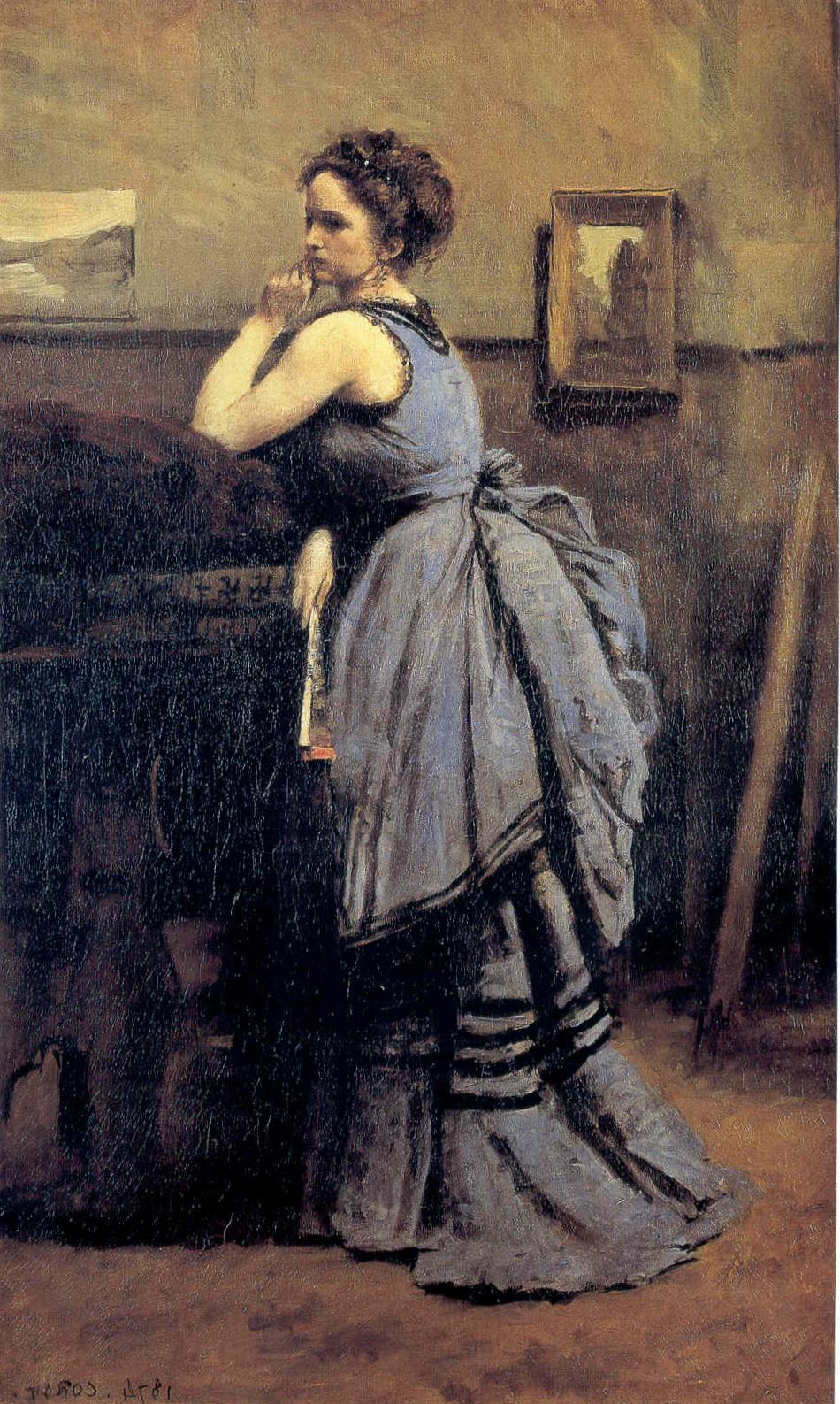
A kékruhás hölgy

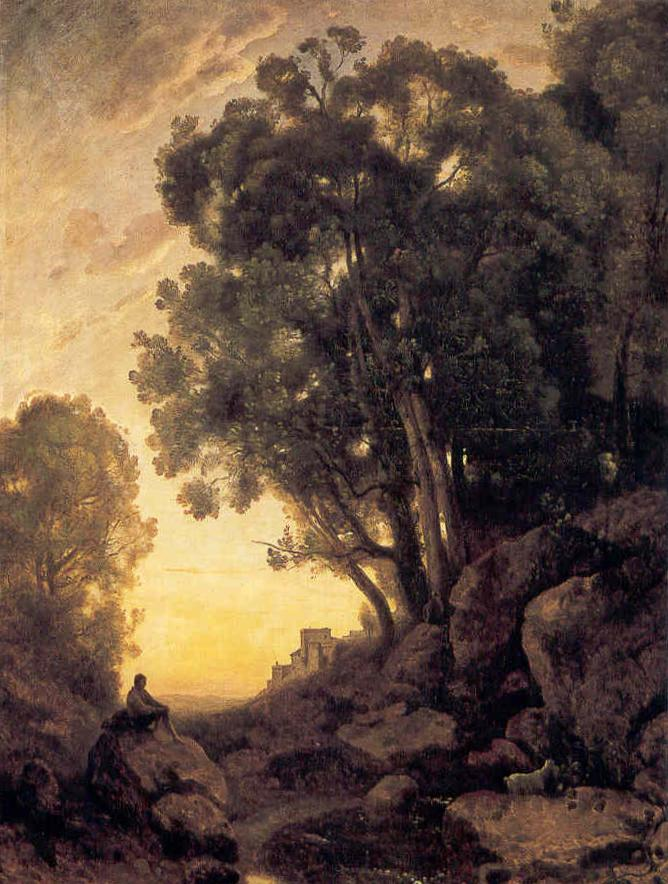
Olasz pásztor 1847

- Hajnal, avagy a Nimfák tánca (1850)
- Ámorral játszazodó Nimfa (1857)
- Szent Jeromos tájkép (1857)
- Esti csillag (1864)
- A kékruhás hölgy (1874)
- Corot műterme (1866)

## Művei múzeumokban
Baltimore, Boston, Chicago, New York, Washington, Koppenhága, Arras, Bordeaux, Metz, Párizs, Toulouse, Lyon, Ottawa, Edinburgh, Oxford, Bréma, Hamburg, Lipcse, Budapest, Firenze, Velence, Moszkva, Genf, Zürich